# Chú chó gác sao
Chú chó gác sao (tiếng Nhật: 星守る犬 Hepburn: Hoshi Mamoru Inu?) là một manga Nhật Bản của họa sĩ Murakami Takashi. Câu chuyện kể về một chú chó giống Akita tên là "Happy" [Hạnh Phúc], sống cùng với một gia đình thuộc giai cấp công nhân người Nhật cho đến một ngày vợ của người đàn ông đề nghị một cuộc ly hôn và ông ấy đã dẫn Happy cùng đi trên một cuộc du ngoạn đường phố tới miền Nam Nhật Bản, nhưng không may trên đường đi thì họ cạn tiền do bị một cậu bé trộm mất ví tiền. Rồi một ngày, Happy bị sỏi thận và Bố đã phải cầm đồ hết tất cả những thứ còn lại để chi trả tiền phẫu thuật cho Happy. Sau đó, chiếc xe hết xăng ở một cánh đồng hoa hướng dương gần một khu cắm trại; Bố và Happy sống ở đó trong một khoảng thời gian cho đến một ngày Bố chết trong chiếc ô tô của mình bởi bệnh tim tái phát. Happy vẫn tiếp tục sống ở đó, nhưng cuối cùng chú đã chết khoảng 2 năm sau đó.
Lần xuất bản đầu tiên dưới dạng manga được đăng từng số, sách bìa mềm được tuyển tập đã bán được hơn 400.000 bản tại Nhật Bản và một bộ phim chuyển thể phiên bản người đóng gây chú ý. Murakami đã viết tổng cộng 5 câu chuyện mà câu chuyện của Hạnh Phúc chính là giao điểm chung bắt đầu cho tất cả. Nhà xuất bản NBM đã phát hành phiên bản tiếng Anh của hai tập đầu trong một ấn bản có tựa đề "Stargazing Dog" vào tháng 11 năm 2011. Tại Việt Nam, IPM đã phát hành manga dưới tựa đề tiếng Việt chính thức là "Chú chó gác sao".

## Cốt truyện

### Chú chó gác sao
Câu chuyện được kể theo góc nhìn của một chú chó Akita tên là Happy [Hạnh Phúc], được nhận nuôi bởi một gia đình giai cấp công nhân Nhật Bản từ khi còn là một chú chó con và sống với họ trong nhiều năm sau đó. Chú chó thích thú sống với họ và đặc biệt cảm kích việc hàng ngày được đi dạo với "Bố", một biệt danh mà ông nhận được từ vai trò người đàn ông trụ cột trong gia đình. Tuy nhiên, một năm sau đó, vợ ông yêu cầu ly hôn. Không nhà cửa hiện tại, không việc làm và với một ít tiền thì Bố lạc quan quyết định dẫn Happy cùng đi theo một chuyến du ngoạn đường phố tới miền Nam Nhật Bản. Suốt chặng đường, cả hai đã dừng lại ở một tiệm tạp hóa - nơi mà Bố nhìn thấy một cậu bé có vẻ ngoài bẩn thỉu đang tìm cách ăn trộm bánh mì. Ông đã mua chiếc bánh mì đó cho cậu bé, và cậu bé đã tự động cho phép bản thân bước vào xe của Bố. Bố đồng ý sẽ đưa cậu bé đến bắt cứ đâu mà cậu muốn, nhưng cậu bé hầu như chỉ im lặng. Họ ngủ bên trong chiếc ô tô, và vào sáng hôm sau thì Bố phát hiện ra rằng: câụ bé đã biến mất và cầm theo chiếc ví của ông. Không lâu sau đó, Happy phải trải qua tột cùng của nỗi đau thể xác khi đang đi tiểu và Bố nhanh chóng đưa chú đến khám ở nhà của một bác sĩ thú y, và ông biết được rằng Happy đã bị sỏi thận. Họ đã tiến hành mổ, và Bố đã gom cầm đồ hết tất cả những thứ mà ông còn lại để trả hóa đơn thanh toán, mặc cho bản thân ông hầu như không còn một đồng dính túi. Họ lại tiếp tục đi, nhưng cuối cùng phải dừng lại ở một cánh đồng hoa hướng dương gần một khu cắm trại do xe hết xăng. Họ sống ở đó trong một khoảng thời gian, sống chủ yếu dựa vào thức ăn mà họ có thể xin lại hoặc nhặt được và ngủ trong xe. Cho đến một ngày, Bố chết đi trong chiếc xe của ông bởi bệnh tim tái phát. Happy tiếp tục sống ở đó trong hai mùa đông tiếp theo cho đến ngày chú ra đi. Cảnh sát phát hiện ra thi thể của họ khoảng ba tháng sau đó, với phần cơ thể còn lại của Happy nằm trung thành bên cạnh đôi chân của Bố. Hình ảnh cuối cùng của câu chuyện này là cảnh Happy với Bố cùng nhau ngắm sao đêm ở chính cánh đồng hoa hướng dương mà họ đã dừng chân.

### Hướng dương mùa hè
Câu chuyện bắt đầu ngay sau khi câu chuyện "Chú chó gác sao" kết thúc, khi một cán bộ công tác xã hội trung niên tên là Okutsu tiếp nhận nhiệm vụ tìm địa chỉ gia đình của "Bố" để thông báo cho họ biết về cái chết của ông. Trong lúc tra cứu các manh mối về quá khứ của Bố, Okutsu đã thực hiện chuyến hành trình tương tự ngược trở lại cho tới khi đến nơi mà Bố đã bán hết tài sản của ông để chi trả cho ca phẫu thuật thận của chú chó Happy. Trong khi đang tiến hành cuộc điều tra, Okutsu bất chợt hồi tưởng về những thành tựu cuộc đời của chính bản thân và nhớ lại tuổi thơ của mình với người ông đã mất, người đã tạo ra một cái ban công lớn ở trong ngôi nhà gỗ dành tặng cho người vợ ốm yếu để người bà có thể ngắm nhìn cánh đồng hoa hướng dương bạt ngàn trong khi nằm nghỉ trên giường. Okutsu so sánh cuộc đời của chính bản thân với "Bố", và cuối cùng chợt nhớ về hành động của mình với chú chó cô đơn mà anh đã nuôi từ khi Okutsu còn là một đứa trẻ, chú chó được người ông nội mua sau khi người bà qua đời. Chú chó này đã từng ngước nhìn những ngôi sao vào lúc đêm khuya tại cánh đồng hoa hướng dương trong suốt một khoảng thời gian dài, như thể chú chó muốn chạm đến chúng [những ngôi sao]. Cuối cùng, Okutsu hiểu được cuộc sống của Happy và "Bố" giống như một câu chuyện ngụ ngôn về cách mà những con người đối xử với nhau, và đi đến kết luận rằng cuối cùng thì tất cả mọi người chừng nào còn sống thì đều giống như một "chú chó gác sao", luôn luôn mơ ước đạt được những điều không thể.

### Chòm sao Song Tử
Hai năm sau, sau sự thành công của "Chú chó gác sao", Murakami Takashi đã viết thêm ba câu chuyện: Chòm sao Song Tử, Vì sao sáng nhất và một đoạn kết ngắn cho loạt truyện. Ba phần truyện được nhà xuất bản Futabasha tuyển tập lại và phát hành thành tập thứ hai với tựa đề "Zoku Hoshi Mamoru Inu" (Gia đình của Chú chó gác sao), trong đó thuật lại các câu chuyện riêng biệt về các nhân vật đã từng cùng lộ diện trong tập đầu Chú chó gác sao: người em trai Chibi [Nhỏ bé] yếu ớt của Happy và cậu bé đã lấy trộm chiếc ví của "Bố".
Trong Chòm sao Song Tử, Happy được Miku chọn làm thú cưng vì chú khỏe mạnh và hiếu động, trong khi em trai Chibi đã không được chọn bởi vì trông chú ốm yếu và mảnh dẻ. Chú chó Chibi sinh ra đã bị bệnh tim bẩm sinh và nằm phía bên trái chiếc hộp bìa cứng đối chọi với cái chết, nhưng sau đó đã được bà Nagano nhận nuôi - một người phụ nữ gắt gỏng và khó gần, sức khỏe cũng trong tình trạng không tốt. Bà nghĩ rằng chú chó con có thể sẽ trở thành một người bạn tốt cho tới lúc trước khi chết bởi vì sức khỏe ốm yếu cả hai, nhưng thay vào đó cả hai đã dần dần cải thiện tình trạng sức khỏe họ và trở thành một cặp đôi hạnh phúc, họ tìm thấy một cuộc sống tốt hơn cùng nhau dù cho cả hai còn những thiếu sót, điều đã tạo nên sự đối ngược với câu chuyện của Happy và "Bố".

### Vì sao sáng nhất
Trong "Vì sao sáng nhất", cậu bé trộm chiếc ví từ "Bố" được tiết lộ có tên là Tetsuo và cậu là con trai của một bà mẹ đơn thân nhựng lại bị chính người mẹ của mình ngược đãi và khinh miệt. Do vậy, cậu bé quyết định đi xuyên Nhật Bản một mình để tìm kiếm người ông ngoại ở Hokkaidō, là người duy nhất còn sống từng biểu lộ tình yêu thương với cậu bé trong số những người thân. Sau khi hưởng trọn một vài ngày vui vẻ khi ở cùng "Bố" và Happy thì cậu bé đã có tình cảm với chú chó. Sau khi lấy ví của "Bố", cậu bé lại tiếp tục đánh cắp một chú chó Pug hai tuổi mà không một ai muốn nuôi trong một tiệm thú kiểng và tiếp tục cuộc hành trình tìm kiếm người ông cùng với chú chó mới của mình, đồng thời cùng phát triển mối ràng buộc giữa cả hai trên chuyến hành trình. Tetsuo quyết định đặt tên cho chú chó mới nuôi là Happy, sau khi nhớ lại việc gặp chú chó Akita ở câu chuyện đầu tiên. Cậu bé cũng đã thực hiện thêm một vài vụ trộm trước khi trở về đoàn tụ với người ông.
Câu chuyện cuối cùng là một phần kết ngắn nối liền cả bốn câu chuyện trước đó. Trong lúc tình cờ tìm kiếm "Bố" để trả lại chiếc ví bị đánh cắp, Tetsuo và người ông cùng với chú chó Happy gặp gỡ bà Nagano và Chibi tại một khoảng đất trồng hoa anh đào Nhật Bản. Họ kể với nhau những câu chuyện trong lòng trước khi trở về nhà, mà không hề biết rằng câu chuyện của Happy và "Bố" là mắt xích kết nối tất cả. Trong trang truyện cuối cùng, một cô gái tên là Miku ôm lấy Chibi và nhận nhầm chú chó với Happy (anh trai Chibi) như là sự kết nối cuối cùng giữa tất cả các nhân vật trong câu chuyện "Chú chó gác sao".
Kết nối ngắn gọn với câu chuyện gốc, ba câu chuyện bổ sung đã mở rộng thế giới của Happy với ngụ ý rằng: mọi điều chúng ta làm, thậm chí trong một khoảnh khắc cũng có thể gây ảnh hưởng lớn đến người khác và thay đổi cuộc sống của họ, ngay cả khi chúng ta chưa bao giờ liên lạc với họ. Năm câu chuyện đều có điểm chung về tình yêu tuyệt đối và vô điều kiện của những chú chó với người chủ của chúng trong bất kể hoàn cảnh nào.

## Truyền thông

### Manga
Manga được đăng từng số trên tạp chí manga Manga Action từ ngày 5 tháng 8 năm 2008 đến ngày 3 tháng 2 năm 2009 tại Nhật Bản, nhà xuất bản Futabasha đã in phát hành thành hai tập sau đó. Manga đã được cấp phép tại Bắc Mỹ bởi NBM Publishing, tại Việt Nam bởi IPM, tại Ý bởi Edizioni BD, tại Brasil bởi Mangás JBC, tại Pháp bởi Sarbacane, tại Tây Ban Nha bởi Ponent Mon, tại Mỹ Latinh bởi Kamite, tại Đài Loan bởi Times Publishing.

## Đón nhận
Chú chó gác sao nhận được hầu hết các đánh giá tích cực từ các nhà phê bình viết tiếng Anh. Publishers Weekly nói rằng:"Cuốn sách ngắn cung cấp một số cái nhìn sâu sắc về thân phận của con người (thông qua tình cảnh của chú chó) mà không trở thành quá ngọt ngào hoặc buồn thảm". Tuy nhiên, nhà phê bình đã chỉ trích cách đặt tên chú chó "Happy" [Hạnh Phúc] như là một cái tên nặng nề và gọi quyết định kể câu chuyện từ góc nhìn của chú chó là "lằn ranh ngọt lịm". Sizemore Ed của Manga Worth Reading đã đưa cuốn sách vào danh sách của ông về 10 bộ manga xuất sắc được phát hành tiếng Anh năm 2011, và nói rằng "tất cả mọi người và anh trai của họ đều ca ngợi cuốn sách này và đúng là như vậy. Đúng là nó cảm động như mọi người nói".
Nguyên tác tiếng Nhật Hoshi Mamoru Inu [Chú chó gác sao] đã bán được hơn 400.000 bản và đã được chuyển thể thành một bộ phim điện ảnh cùng tên. Bộ phim đã hợp nhất tất cả các câu chuyện thành một, thuật lại cuộc sống của Happy [Hạnh Phúc] như là một loạt hồi tưởng khi Okutsu điều tra về quá khứ của "Bố".